# Лопес, Арлен
Арлен Лопес Кардона (исп. Arlen López Cardona; род. 21 февраля 1993, Гуантанамо, Куба) — кубинский боксёр-любитель и профессионал, выступающий в средней и в полутяжёлой весовых категориях. Двукратный Олимпийский чемпион (2016, 2020), бронзовый призёр Олимпийских игр 2024 года, чемпион мира (2015), трёхкратный чемпион Панамериканских игр (2015, 2019, 2023), Панамериканский чемпион (2017), чемпион Игр Центральной Америки и Карибского бассейна (2014), многократный чемпион и призёр международных и национальных первенств в любителях.
Лучшая позиция по рейтингу BoxRec — 72-я (июль 2023) и являлся 3-м среди кубинских боксёров полутяжёлой весовой категории, а по рейтингам основных международных боксёрских организаций занимает: 5-ю строчку рейтинга WBA — входя в ТОП-75 лучших полутяжеловесов всего мира.

## Биография
Родился 21 февраля 1993 года в городе Гуантанамо, на Кубе.

## Любительская карьера
В мае 2009 года стал победителем в весе до 57 кг чемпионата мира среди кадетов («старших юношей», 15—16 лет) в Ереване (Армения), в финале по очкам (5:3) победив грузина Алеко Чадашвили.

### 2014—2015 годы
В ноябре 2014 года стал чемпионом Игр Центральной Америки и Карибского бассейна в Веракрусе (Мексика), в весе до 75 кг, в финале по очкам (3:0) победив мексиканца Мисаэля Родригеса.
В июле 2015 года стал чемпионом Панамериканских игр в Торонто (Канада), в весе до 75 кг, в финале по очкам (3:0) победив колумбийца Хорхе Виваса.
И в октябре 2015 года в Дохе (Катар) стал чемпионом мира в весе до 75 кг, где он в полуфинале победил египетского боксёра Хосама Бакра Абдина, и затем в финале победил опытного узбекского боксёра Бектемира Меликузиева.

### Олимпиада 2016 года
В августе 2016 года впервые стал чемпионом Олимпиады в Рио-де-Жанейро (Бразилия). Где он победил боксёров из Венгрии, Франции и Азербайджана в категории до 75 кг, и в финале по очкам единогласным решением судей опять победил узбека Бектемира Меликузиева.

### 2017—2019 годы
В июне 2017 года в городе Тегусигальпа (Гондурас) стал чемпионом на континентальном Панамериканском чемпионате по боксу, в весе до 75 кг, где он в полуфинале по очкам раздельным решением судей (3:2) победил гватемальского боксёра Лестера Мартинеса, а затем в финале по очкам (5:0) опять победил опытного колумбийца Хорхе Виваса.
В августе 2018 года стал серебряным призёром Игр Центральной Америки и Карибского бассейна в Барранкилье (Колумбия), в весе до 75 кг, где он в полуфинале по очкам (4:1) победил боксёра из Доминиканской Республики Эури Седеньо, но затем в финале по очкам раздельным решением судей (2:3) проиграл опытному гватемальцу Лестеру Мартинесу.
В августе 2019 года стал чемпионом Панамериканских игр в Лиме (Перу), в весе до 75 кг, в финале по очкам (5:0) победив опытного бразильского боксёра Эберта Консейсана.

### Олимпиада 2020 года
В августе 2021 года Лопес второй раз стал чемпионом Олимпиады в Токио (Япония). Где он победил боксёров из Алжира, Мексики и Азербайджана в категории до 81 кг, и в финале по очкам раздельным решением судей победил опытного англичанина Бенджамина Уиттекера.

### 2023 год
В феврале 2023 года стал серебряным призёром международного турнира на призы короля Марокко Мухаммеда VI в Марракеше (Марокко), где он в полуфинале по очкам победил Газимагомеда Джалидова из Испании, но в финале по очкам раздельным решением судей проиграл опытному россиянину Имаму Хатаеву.

## Профессиональная карьера
20 мая 2022 года состоялся его дебют на профессиональном ринге в Агуаскальентесе (Мексика), в 1-м тяжёлом весе, когда он досрочно нокаутом в 1-м же раунде победил мексиканца Фернандо Гальвана (7-4).
10 сентября 2022 года в Тихуане (Мексика) в первом раунде нокаутировал местного Франсиско Риоса Амезкита (14-10).

### Полупрофессиональный бой 2023 года
15 июля 2023 года в Пхукете (Таиланд), в 5-раундовом полупрофессиональном бою в мягких любительских перчатках, но по правилам профессионалов, единогласным решением судей проиграл россиянину Имаму Хатаеву.
11 мая 2023 года в Агуаскальентесе (Мексика) по очкам победил опытного мексиканского джорнимена Марко Рейеса. Счёт: 60-53
11 апреля 2025 года принял участие в первом профессиональном вечере бокса на Кубе после более чем 60-летнего перерыва. В главном бою боксировал двукратный олимпийский чемпион Хулио Сезар Ла Крус против Дилана Прасовича (18–6, 15 KO). Соперником Лопеса стал Мартин Эсекьель Буласио (14-8).Бой продлился все отведенные 10-ть раундов. Победу праздновал кубинец со счётом: 100-90, 100-90, 99-91.
17 июля 2025 года в Мадриде (Испания) уверенно победил опытного мексиканского гейткипера Пола Валенсуэлу (28-13).

## Статистика профессиональных боёв
В таблице перечислены результаты всех поединков боксёров.
В каждой строке указан результат поединка. Дополнительно номер поединка обозначен цветом, который обозначает итог поединка. Расшифровка обозначений и цветов представлена в нижеследующей таблице.
| Пример | Расшифровка                     |
| ------ | ------------------------------- |
|        | Победа                          |
|        | Ничья                           |
|        | Поражение                       |
|        | Планируемый поединок            |
|        | Поединок признан несостоявшимся |
| КО     | Нокаут                          |
| ТКО    | Технический нокаут              |
| PTS    | Решение судей (по очкам)        |
| UD     | Единогласное решение судей      |
| MD     | Решение большинства судей       |
| SD     | Раздельное решение судей        |
| RTD    | Отказ от продолжения боя        |
| DQ     | Дисквалификация                 |
| NC     | Поединок признан несостоявшимся |

| 5 поединка, 5 победы (2 нокаутом). | 5 поединка, 5 победы (2 нокаутом). | 5 поединка, 5 победы (2 нокаутом). | 5 поединка, 5 победы (2 нокаутом). | 5 поединка, 5 победы (2 нокаутом).                                | 5 поединка, 5 победы (2 нокаутом). | 5 поединка, 5 победы (2 нокаутом). |
| Бой                                | Рекорд                             | Дата боя                           | Соперник                           | Место проведения боя                                              | Раундов, время                     | Дополнительно                      |
| ---------------------------------- | ---------------------------------- | ---------------------------------- | ---------------------------------- | ----------------------------------------------------------------- | ---------------------------------- | ---------------------------------- |
| 2                                  | 2-0                                | 10 сентября 2022                   | Франсиско Риос Амескита (13-10-3)  | Тихуана, штат Нижняя Калифорния, Мексика                          | KO 1 (8), 2:58                     |                                    |
| 1                                  | 1-0                                | 20 мая 2022                        | Фернандо Гальван (7-4)             | Palenque de la FNSM, Агуаскальентес, штат Агуаскальентес, Мексика | KO 1 (6), 1:34                     | Дебют в профессиональном боксе.    |